# Симона Петлюри, 11/106
«Будинок з іфритами» — київський прибутковий будинок на розі вулиць Симона Петлюри і Саксаганського. Нумерація з боку вулиці Симона Петлюри — № 11, а з боку Саксаганського — 106. Через дорогу розташований будинок № 108/16.
Наріжний вхід будівлі декорований фігурами іфритів.
Будинок — зразок раннього періоду київського еклектизму.
Наказом Головного управління охорони культурної спадщини № 10/38-11 від 25 червня 2011 року споруду поставили на облік пам'яток архітектури і містобудування місцевого значення.

## Будівництво і використання будівлі

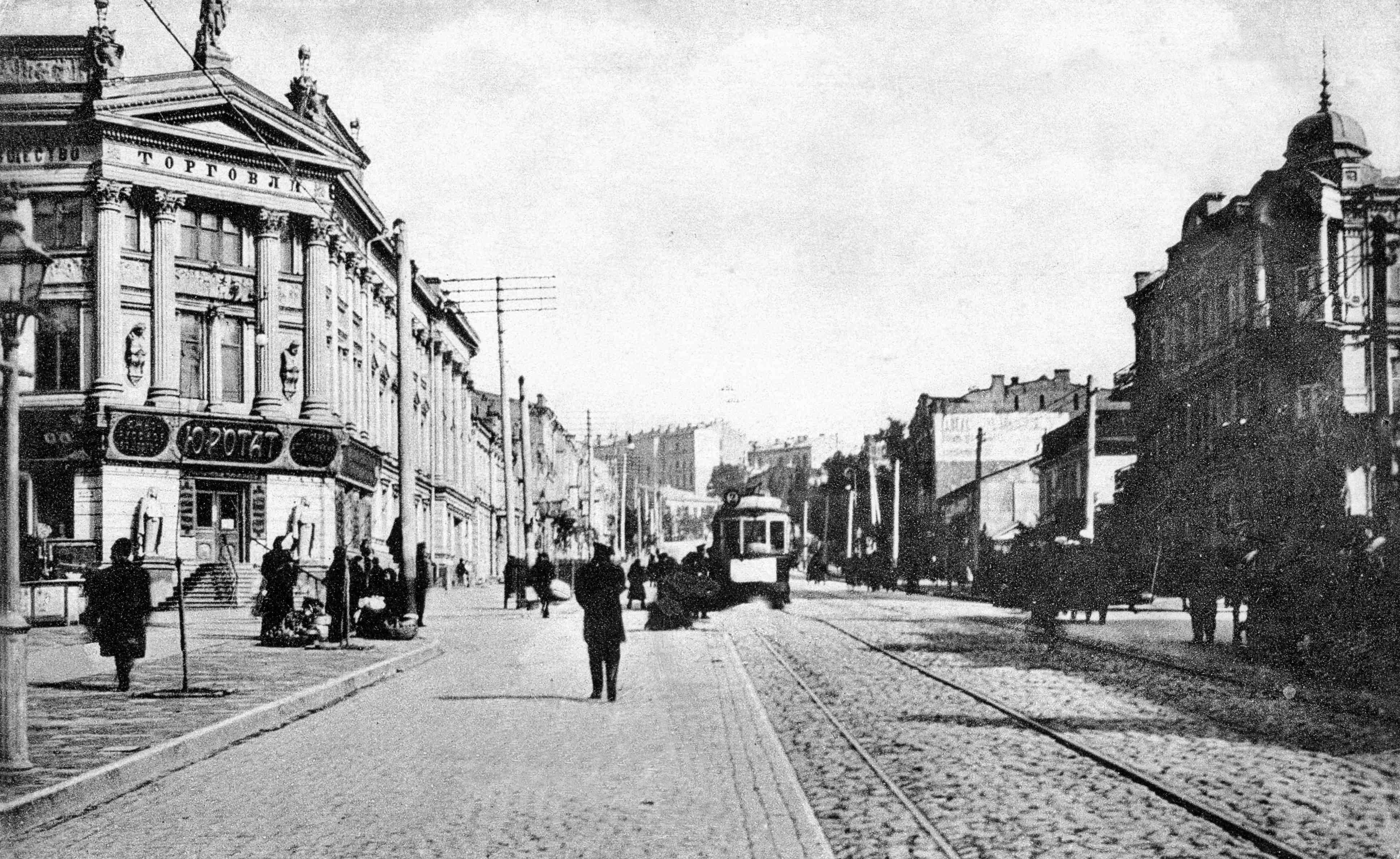
Будинок з іфритами (справа) і будинок № 108/16 (зліва)

Наріжна садиба належала Данилові Борисову. Станом на 1899 рік власником був фельдшер Юхим Коцюба.
Житловий будинок зведений наприкінці ХІХ сторіччя. 
На першому поверсі будинку були торговельні зали, згодом аптека.
За тим же проектом, що і «Будинок з іфритами», майже одночасно споруджено на протилежному боці вулиці Саксаганського прибутковий житловий будинок № 135/13 із торговельними приміщеннями на першому поверсі. Нагляд та керівництво роботами здійснив інженер І.  Бернштейн.

## Архітектура

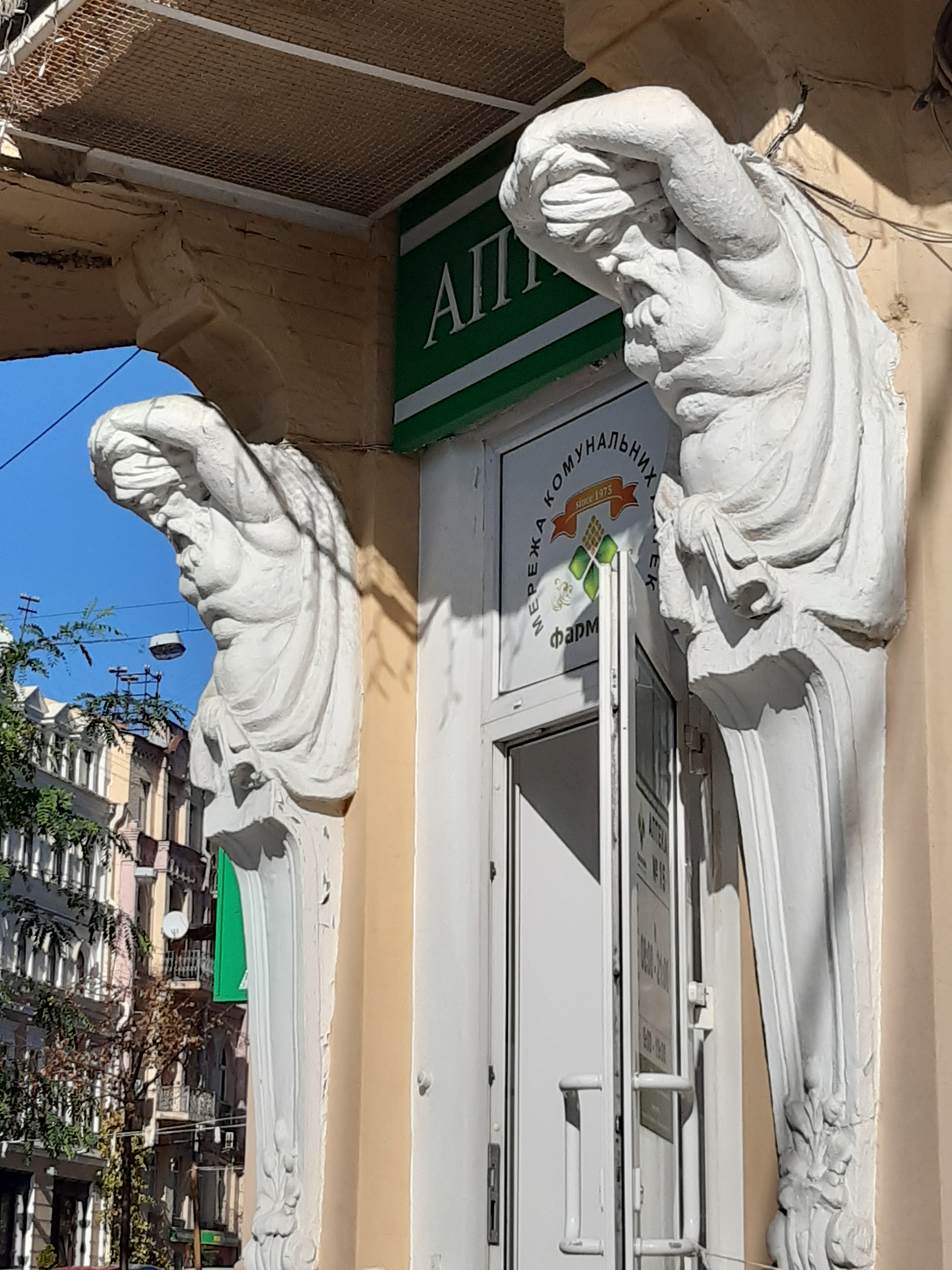
Декор у вигляді іфритів

Триповерхова, цегляна, Г-подібна у плані, односекційна, чотириквартирна будівля має цоколь, підвал, похилий дах, шиферну покрівлю.
Планування квартир — коридорне.
Фасади оформлені в стилі неоренесанс. Зрізане наріжжя — вузловий елемент об'ємно-просторової композиції. На ньому замикається площини обох чолових фасадів.
Обабіч входу до аптеки стоять фігури іфритів. Вони підтримують балкон другого поверху. Едикула з арковим склепінням на коринфських колонах завершується коробовою банею.
Площини стін прорізають прямокутні вікна і великі вітрини на першому поверсі. Будинок завершується антаблементом, до якого входить карниз із дентикулами і модульйонами та фриз, оздоблений ліпними фестонами-гірляндами.
Осі обох фасадів акцентують різновеликі аттики: простий прямокутний — з боку вулиці Саксаганського і видовжений ступінчастий із круглою люкарною в арковій ніші над входом на сходову клітку з боку вулиці Симона Петлюри.
У підвіконних фільонках — ліпний декор у вигляді рослинних й меандрових орнаментів.

## Галерея

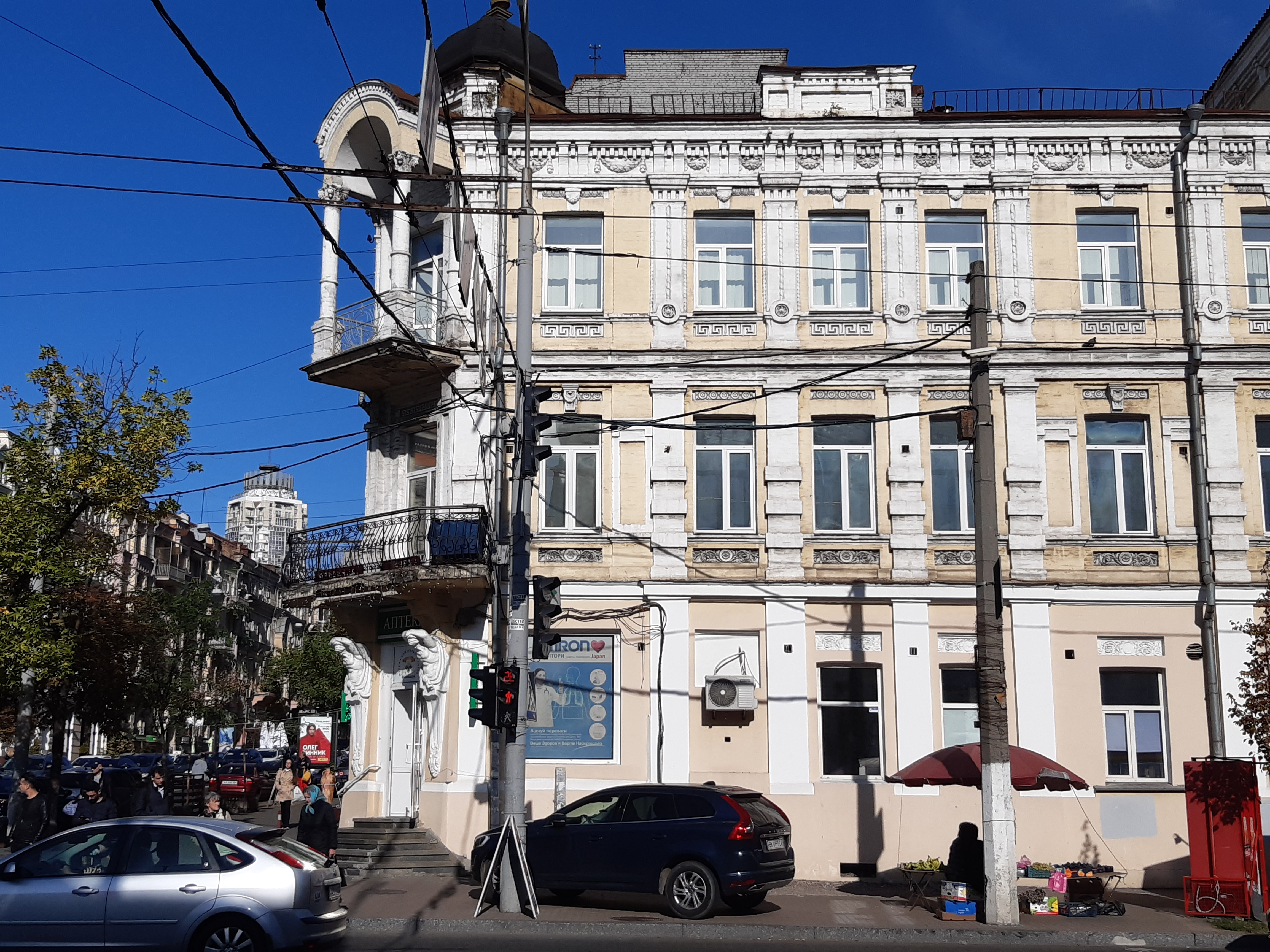
Фасад з боку вул.Саксаганського
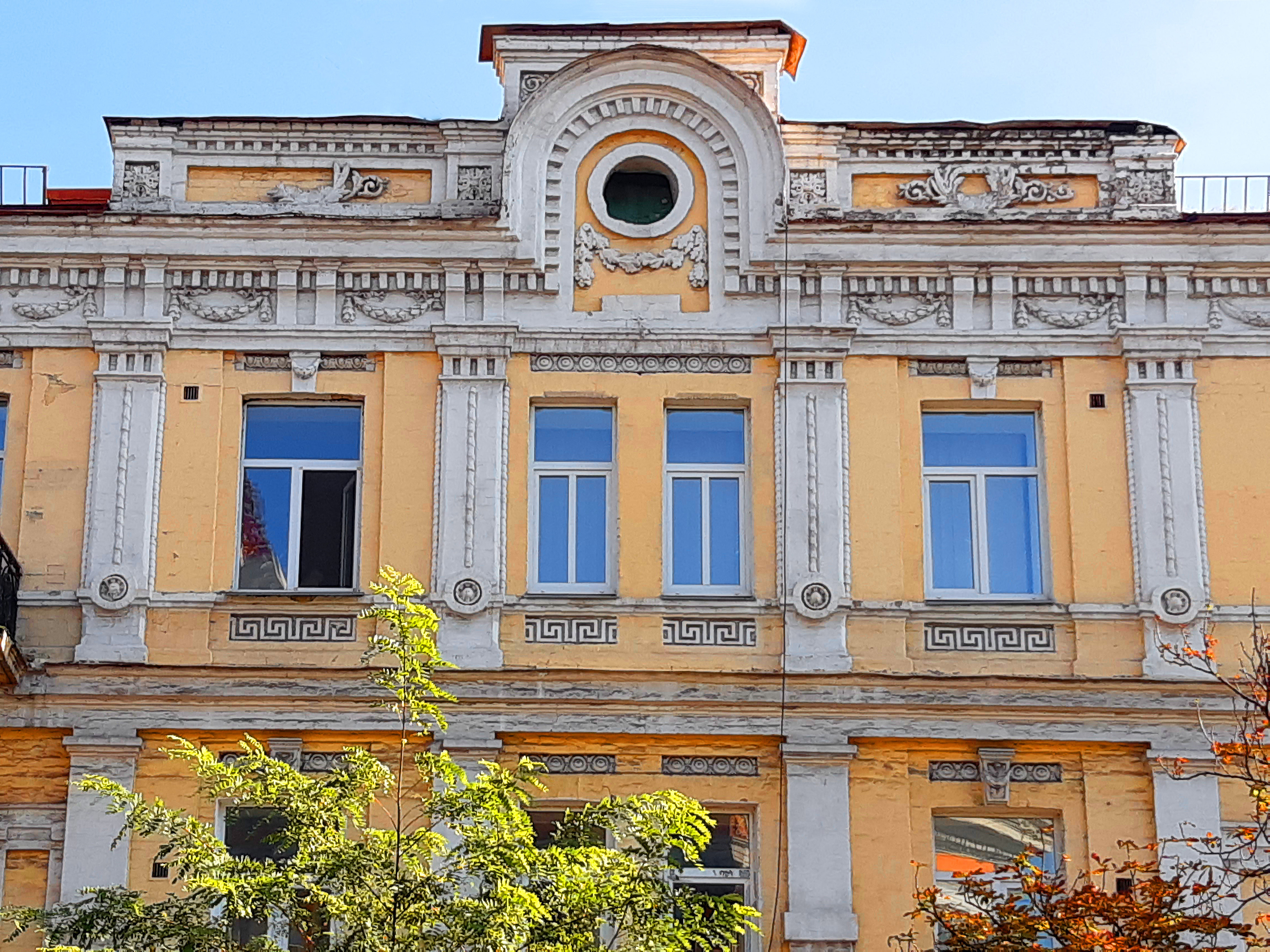
Аттик із круглою люкарною, рослинні й меандрові орнаменти
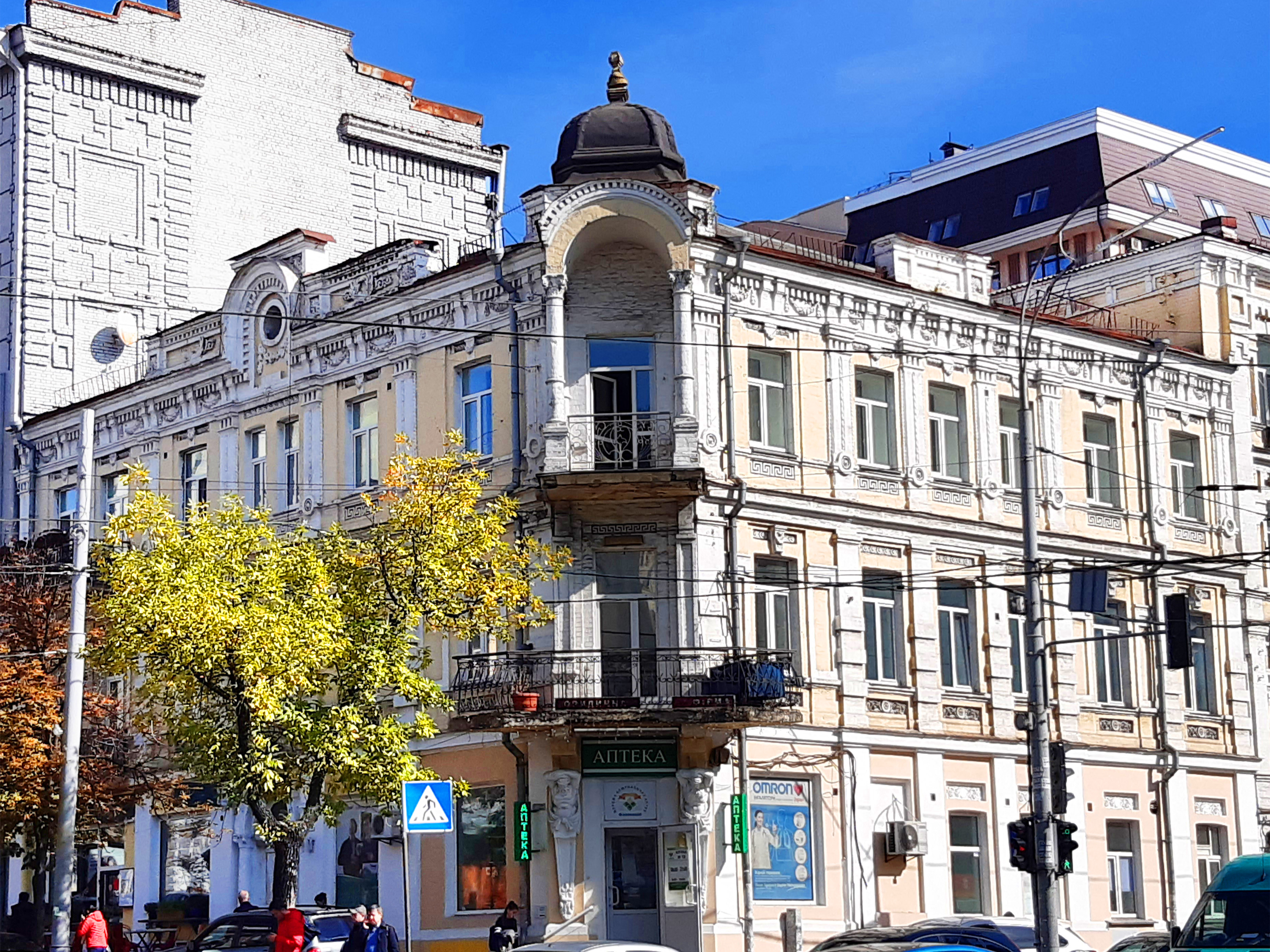
«Будинок з іфритами» на вул.Саксаганського, 106/11
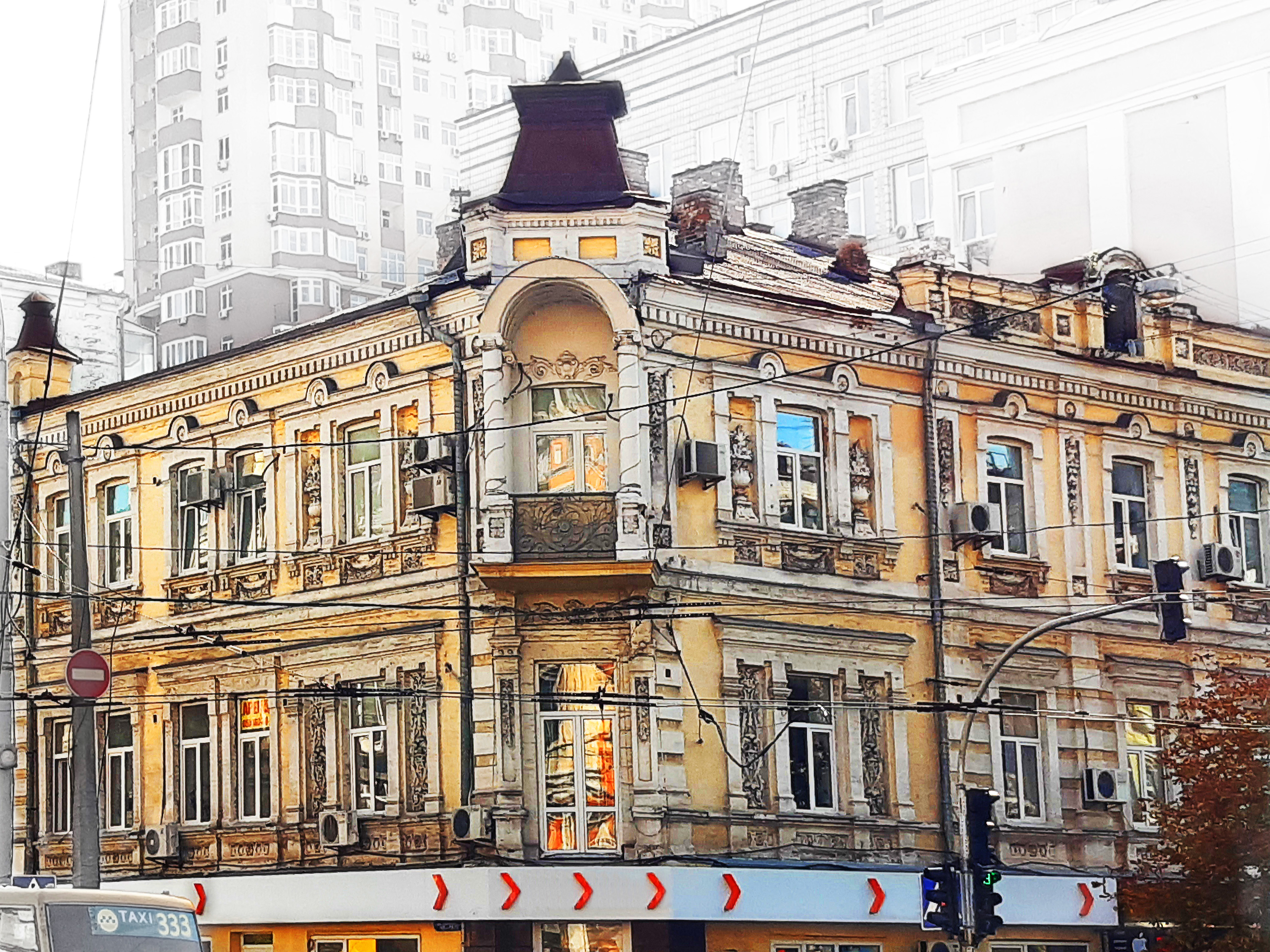
Будинок-близнюк на вул.Саксаганського, 135/13